# Wilhelm Hohoff
Wilhelm Hohoff (* 9. Februar 1848 in Medebach; † 10. Februar 1923 in Paderborn) war ein deutscher katholischer Priester und Marx-Kenner.

## Leben und Wirken
Wilhelm Hohoff war Sohn eines Gerichtsbeamten und besuchte das Gymnasium Petrinum in Brilon. Von 1866 an studierte er Theologie und Philosophie in Münster, wo er der katholischen Studentenverbindung KDStV Sauerlandia Münster beitrat. Nach einem Jahr wechselte er je für ein Semester an die Universitäten Bonn und Marburg. Die letzten vier Semester studierte er an der Theologischen Anstalt in Paderborn, nach dem obligatorischen Alumnatsjahr im Priesterseminar wurde er 1871 zum Priester geweiht. Er war zwischen 1871 und 1885 Kaplan auf Schloss Hüffe (Kreis Lübbecke), danach ab 1886 Vikar in der kleinen Diasporagemeinde Petershagen bei Minden, ehe er wegen dauernder Krankheit 1905 die aktive Seelsorge aufgeben musste.
Hohoff war neben Franz Hitze einer der ersten Katholiken in Westfalen, die sich ernsthaft mit den Schriften von Karl Marx auseinandergesetzt haben. Er kam nach einem gründlichen Studium des Kapitals zu der Meinung, dass einige der Grundthesen von Marx mit der christlichen Arbeitswerttheorie des Thomas von Aquino übereinstimmten, die besagt, dass die menschliche Arbeitskraft Quelle allen ökonomischen Wertes sei. Daraus folgerte Hohoff, dass der Streit („Klassenkampf“) um die gerechte Verteilung des gesellschaftlich erwirtschafteten Reichtums zugunsten des Wertfaktors Arbeit sittlich gerechtfertigt sei. Hohoff lieferte sich mit August Bebel 1874 eine öffentliche Kontroverse, die unter dem Titel „Christentum und Sozialismus“ veröffentlicht wurde. Mit seinem bekannten Satz: „Christentum und Sozialismus stehen sich gegenüber wie Feuer und Wasser“ erteilte Bebel den Hoffnungen Hohoffs auf ein Zusammengehen zunächst eine klare Absage. Hohoff hingegen versuchte, durch sein gesamtes wissenschaftliches Werk Bebel vom Gegenteil zu überzeugen, nämlich, „dass nicht Christentum und Sozialismus, sondern Kapitalismus und Christentum sich einander gegenüberstehen wie Wasser und Feuer“. In einem Brief aus dem Jahre 1909 bestätigte August Bebel: „Dass wir uns beide einmal im Leben nähertreten würden, gewissermaßen als halbe Gesinnungsverwandte, hätte wohl keiner von uns geglaubt.“ Mit Karl Kautsky führte Hohoff in den neunziger Jahren einen längeren Briefwechsel, der gegenseitige Übereinstimmungen in der Werttheorie bestätigt. Die Kontakte zu Eduard Bernstein und Wilhelm Liebknecht bleiben eher marginal. Ein Zusammentreffen mit Friedrich Engels bei dessen letzter Deutschlandreise 1893 in Minden ist wahrscheinlich, aber nicht belegt, weil es inkognito bleiben musste. Der Kontakt zu Lenin in dessen Schweizer Exil ist nur mündlich überliefert und quellenmäßig nicht belegt.
Wilhelm Hohoff war der erste und einzige katholische Theologe, der Teile der Marx’schen Thesen öffentlich verteidigte und für eine Verständigung zwischen Christentum und Sozialismus eintrat. Aufgrund dessen wurde Hohoff in der öffentlichen Auseinandersetzung als der „Rote Pastor“ bekannt. Als Anfang der 1920er Jahre bekannt wurde, dass sich viele Katholiken unter Berufung auf Hohoffs Schriften der SPD und den Freien Gewerkschaften anschlossen, sollte Hohoff nach Aufforderung des Paderborner Generalvikars öffentlich dagegen Stellung nehmen. Dieser Aufforderung kam er nicht nach, sondern gab folgende Stellungnahme ab: „Ich erkläre hiermit, dass ich Sozialist und Demokrat bin. Ich gehöre der sozialdemokratischen Partei aber nicht an. Insbesondere will ich nichts wissen von Unglauben und Atheismus. Ich bin gläubiger katholischer Priester.“  Nach Hohoff habe ein Katholik das Recht, Sozialdemokrat zu sein. Nur wenn eine Glaubensgefährdung bestünde, sei es „zweifellos moralisch unzulässig, sich solchen Kreisen anzuschließen“. Hierauf wurde Hohoff am 8. August 1922 im Kirchlichen Amtsblatt gerügt, wogegen er protestierte.
Geriet Hohoffs Werk zunächst in Vergessenheit, wurden dessen Ideen insbesondere im Werk Theodor Steinbüchels aufgegriffen. Auch auf die Forschung und das Schaffen von Walter Dirks hatten die Schriften Hohoffs nachhaltige Wirkung. Auch die Gruppe der „Katholischen Sozialisten“ um das „Rote Blatt“, das von Heinrich Mertens und Ernst Michel herausgegeben wurde, berief sich auf Hohoff.
Die Generation der „Achtundsechziger“ um die Zeitschrift Kritischer Katholizismus, vor allem ihr Redakteur Klaus Kreppel, setzte sich mit Wilhelm Hohoffs Sozialismus-Rezeption auseinander. Klaus Kreppel verfasste bei Iring Fetscher in Frankfurt die im Literaturverzeichnis erwähnte Dissertation.
Zum 100. Todestag fanden im Erzbistum Paderborn am Geburtsort und an den Wirkungsstätten Hohoffs Gedenkgottesdienste und -Veranstaltungen statt.
Eine Gedenktafel erinnert an der ehemaligen Wohnstätte des Priesters am Gierswall in Paderborn an Hohoff als „Klassiker der modernen christlichen Kapitalkritik, Begründer des Dialoges zwischen Christen und Marxisten und bedeutender Theoretiker des christlichen Sozialismus“.

## Schriften
- Protestantismus und Sozialismus. Historisch-politische Studien. Paderborn 1881.
- Warenwert und Kapitalprofit. Eine Einführung in das Studium der politischen Ökonomie. Paderborn 1902.
- Die Bedeutung der Marxschen Kapitalkritik. Eine Apologie des Christentums vom Standpunkte der Volkswirtschaftslehre und Rechtswissenschaft. Paderborn 1908 (UB Paderborn)
- An die verehrliche Redaktion des „Volksstaat“ zu Leipzig. In: August Bebel: Christentum und Sozialismus. Eine religiöse Polemik zwischen Herrn Kaplan Hohoff in Hüffe und A. Bebel. Berlin 1912, S. 3–5.
- Zur Geschichte des Wortes und Begriffs „Kapital“. In: Vierteljahrschrift für Sozial- und Wirtschaftsgeschichte 14 (1917) 554–574, und 15 (1918) S. 281–310.
- Die wissenschaftliche Leistung von Karl Marx. In: Münchener Katholiken- und Kirchenzeitung Nr. 47 vom 22. November 1919, S. 475–478.
- Karl Marx und der Materialismus. In: Münchener Katholiken- und Kirchenzeitung Nr. 51 vom 20. Dezember 1919, 525–528, und Nr. 52 vom 27. Dezember 1919, S. 538–541.
- Antwort an Herrn Prof. Götz Briefs. In: Deutsche Arbeit 5 (1920) Nr. 8, S. 300–312.
- Vom Kapitalismus und Sozialismus. In: Deutsche Arbeit 5 (1920) Nr. 2, S. 49–54.
- Eine ethische Begründung des Klassenkampfes. In: Die Neue Zeit 40 (1922) Bd. 1, Nr. 17 vom 20. Januar 1922, S. 398–401.